# خرچنگ‌های جعبه‌ای
خرچنگ‌های جعبه‌ای (نام علمی: Calappa) نام یک سرده از تیره خرچنگ‌های شرمنده است.